# NGC 6540
NGC 6540 (również OCL 11 lub ESO 456-SC53) – gromada kulista znajdująca się w gwiazdozbiorze Strzelca w odległości około 17,3 tys. lat świetlnych od Ziemi. Została odkryta 24 maja 1784 roku przez Williama Herschela. Gromada ta znajduje się 9,1 tys. lat świetlnych od centrum Galaktyki.